# Truncatella scalaris
Espèce
Truncatella scalaris est une espèce de petits gastéropodes terrestres de la famille des Truncatellidae, peuplant les rivages de la Caraïbe.
L’espèce a été décrite sous le protonyme de Rissoa scalaris par Michaud sans désignation de localité. Le type n’étant pas connu, un néotype provenant de la Jamaïque a été attribué.

## Description
Truncatella scalaris relève du sous-genre Tomnitinella. À ce titre, elle présente une lèvre externe réfléchie précédée d’une varice développée, et une protoconque ornée de fines rides axiales régulièrement espacées.
Trunctella scalaris a une coquille de forme subovale à subovale allongée, épaisse, longue de 3,5 à 5 mm, formée de 3,5 à 4,5 tours chez les spécimens adultes à partie apical de coquille décollée, de gris terne à brun jaune clair. Les sutures sont fortement imprimées.

La coquille est ornée de quelques côtes axiales très proéminentes, au nombre de 8 à 11 sur le dernier tour de coquille. Ces côtes axiales rejoignent la région ombilicale sans former de ride basale. La surface entre les côtes est ornée de très fins sillons spiraux.

Chez les jeunes spécimens présentant encore les premiers tours de coquilles, les deux premiers tours sont lisses et le troisième finement côtelé.

L’opercule est fin et cornée, paucispiralé, dépourvu de dépôt calcaire.
T. scalaris se distingue de l’espèce proche T. clathrus, considérée un temps comme sous-espèce, par le nombre de côtes axiales, le dernier tour de coquille de T. clathrus étant orné de 12 et 16 côtes,.

## Habitat
Truncatella scalaris est un gastéropode détritivore présent juste au-dessus de la ligne d’eau des littoraux marins, où elle s’abrite sous les galets, les fragments de coraux et les détritus de plantes marines qui bordent la plage,.
L’espèce est réputée plutôt rare, bien qu’en Guadeloupe elle a été notée abondante dans plusieurs localités,.

## Distribution
L’espèce est connue des littoraux des régions suivantes, :
- Jamaïque ;
- Cuba ;
- Sainte-Croix ;
- îlet d'Andros et Great Abaco, Bahamas ;
- Guadeloupe ;
- Saint-Martin.

T. scalaris a historiquement inclût l’espèce congénérique T. clathrus en qualité de sous-espèce. De fait, il existe une confusion sur la distribution de ce taxon, les mentions anciennes pouvant ne pas correspondre à T. scalaris tricto sensu, ce qui, in fine, induit une incertitude sur la distribution exacte de l'espèce.
Ainsi, selon le malacologue Gary Rosenberg (d), T. scalaris est restreinte aux Grandes Antilles et les spécimens attribués dans les Bahamas, les Bermudes et les USA à T. scalaris sont des spécimens de l’espèce proche T. clathrus,.
Pour autant, des photographies de publication scientifique illustrent un spécimen de l’île d’Andros présentant les caractères spécifiques de T. scalaris et un spécimen de Guadeloupe présentant ces mêmes caractères, attestant par la même de la présence de cette truncatelle sur les littoraux est-caribéens.

## Liste des sous-espèces
Selon World Register of Marine Species (28 juillet 2023) :
- Truncatella scalaris piratica Clench & R.D.Turner, 1948
- Truncatella scalaris scalaris (Michaud, 1830)

## Systématique
Le nom valide complet (avec auteur) de ce taxon est Truncatella scalaris (Michaud, 1830).
L'espèce a été initialement classée dans le genre Rissoa sous le protonyme Rissoa scalaris Michaud, 1830,.
Truncatella scalaris a pour synonymes :
- Rissoa scalaris Michaud, 1830
- Truncatella costata L.Pfeiffer, 1839
- Truncatella cumingii C.B.Adams, 1845
- Truncatella scalariformis C.B.Adams, 1845
- Truncatella scalaris (Michaud, 1830)

## Publication originale
- A. L. G. Michaud, Description de plusieurs espèces de coquilles du genre Rissoa, Lyon, Perrin, 1830, 19 p. (lire en ligne).